# Дом Мусина-Пушкина
Дворец графа Мусина-Пушкина на Разгуляе — один из самых роскошных особняков допожарной Москвы, принадлежавший графу А. И. Мусину-Пушкину, одному из крупнейших деятелей Русского Просвещения. С 1835 года его занимали учебные заведения: до революции 2-я Московская гимназия, а ныне Московский государственный строительный университет. В советское время пропорции здания были искажены путём надстройки лишнего этажа. Адрес: Спартаковская улица, 2/1.

## История

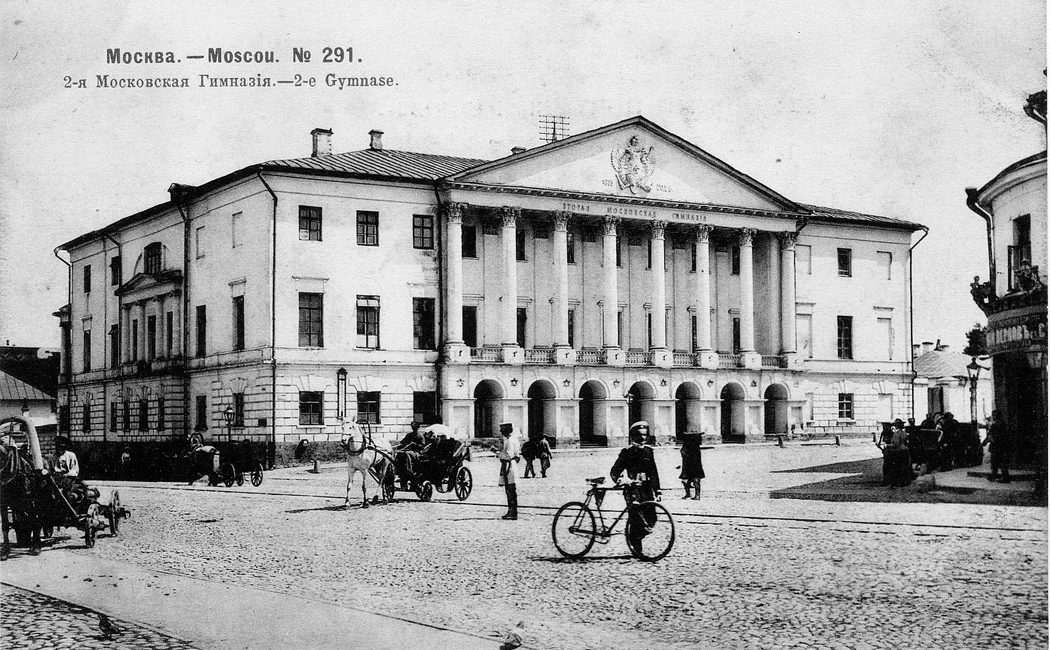
Здание до надстройки

Обширный двор в Капитанской слободе в петровское время принадлежал Якову Брюсу. В 1753 году он числился во владении обер-гофмейстера и генерал-аншефа Д. А. Шепелева, от которого перешёл к родственнице, фрейлине Марии Кошелевой (1725—1782). Её племянница Екатерина Волконская в 1781 году вышла замуж за Алексея Ивановича Мусина-Пушкина и через год получила участок в наследство от умершей тётки.
Торжественный классицистический ансамбль усадьбы был создан в 1790—1800-х годах. Он состоял из трёхэтажного каменного дома, флигелей и огромного сада с прудом на речке Чечоре. Ещё при постройке дома в нём была устроена домовая церковь Воскресения, которая после смерти в 1829 году Екатерины Алексеевны была закрыта.
В гостях у Мусина-Пушкина бывали В. А. Жуковский и Н. М. Карамзин. В 1812 году дом горел; именно тогда погибла библиотека Мусина-Пушкина, где находились бесценные средневековые рукописи, включая единственный список «Слова о полку Игореве».
Аббат Адриан Сюрюг, настоятель Храма Святого Людовика в Москве, устроил между первыми двумя окнами от угла, выходящего на площадь, солнечные часы, доска от которых сохранилась доныне (см. фотографию).
В 1835 году дом был куплен московскими властями для размещения Второй Московской гимназии. При переоборудовании под учебное заведение были изменены как внутренняя планировка, так и отдельные элементы внешнего декора. В 1867 году внутри здания был устроен храм Андрея Первозванного (архитектор — С. В. Дмитриев, иконостасник — московский купец Галактион Иванович Лебедев).
В советское время дом был надстроен четвёртым этажом, исказившим его архитектурный облик. Занимали его военный госпиталь, Дом Красной Армии, Московский индустриально-педагогический институт имени Карла Либкнехта, ставший затем педагогическим институтом, а с 1943 года до настоящего времени — Московский государственный строительный университет.

## Архитектура

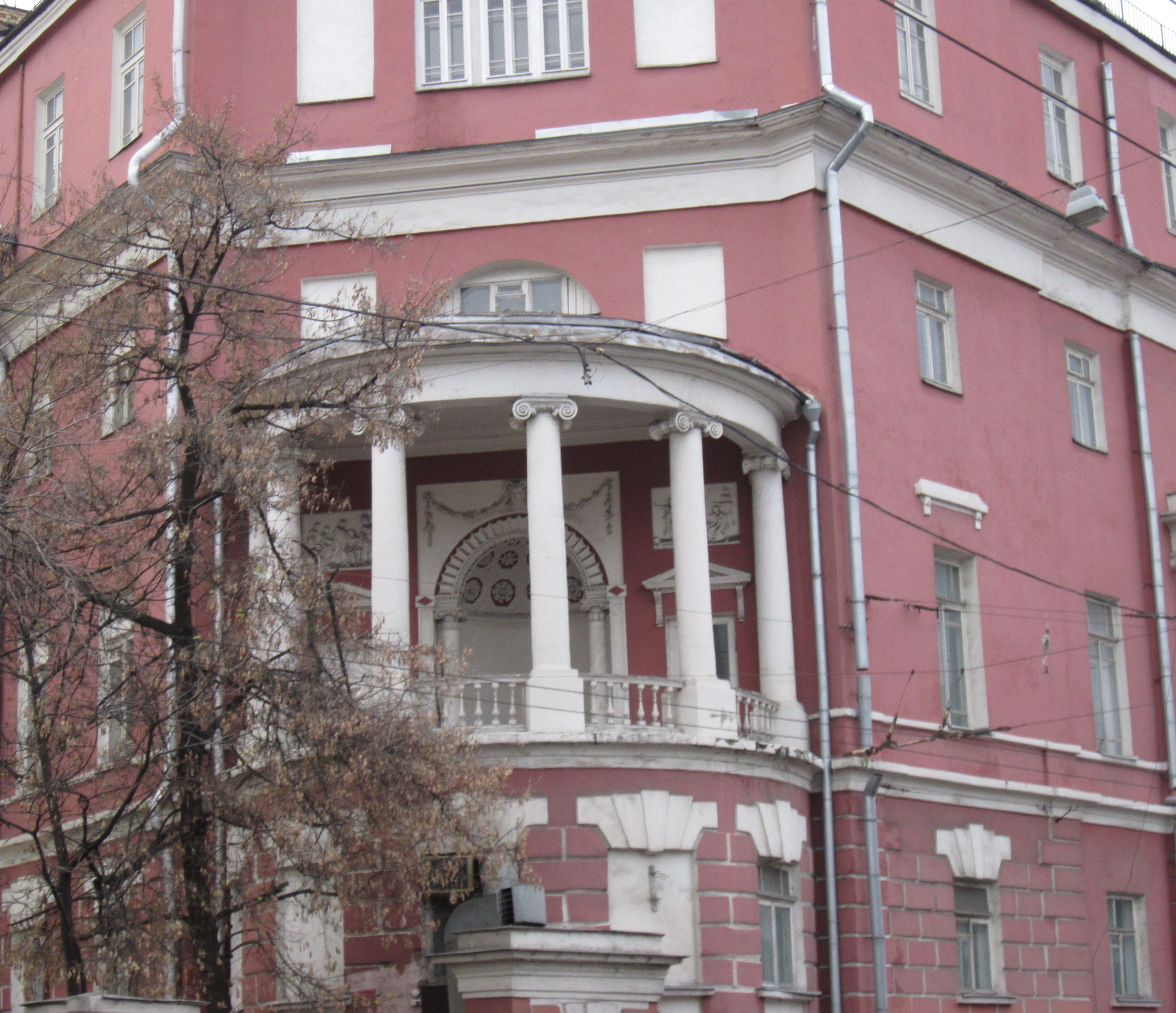
Балкон-полуротонда дома Мусина-Пушкина

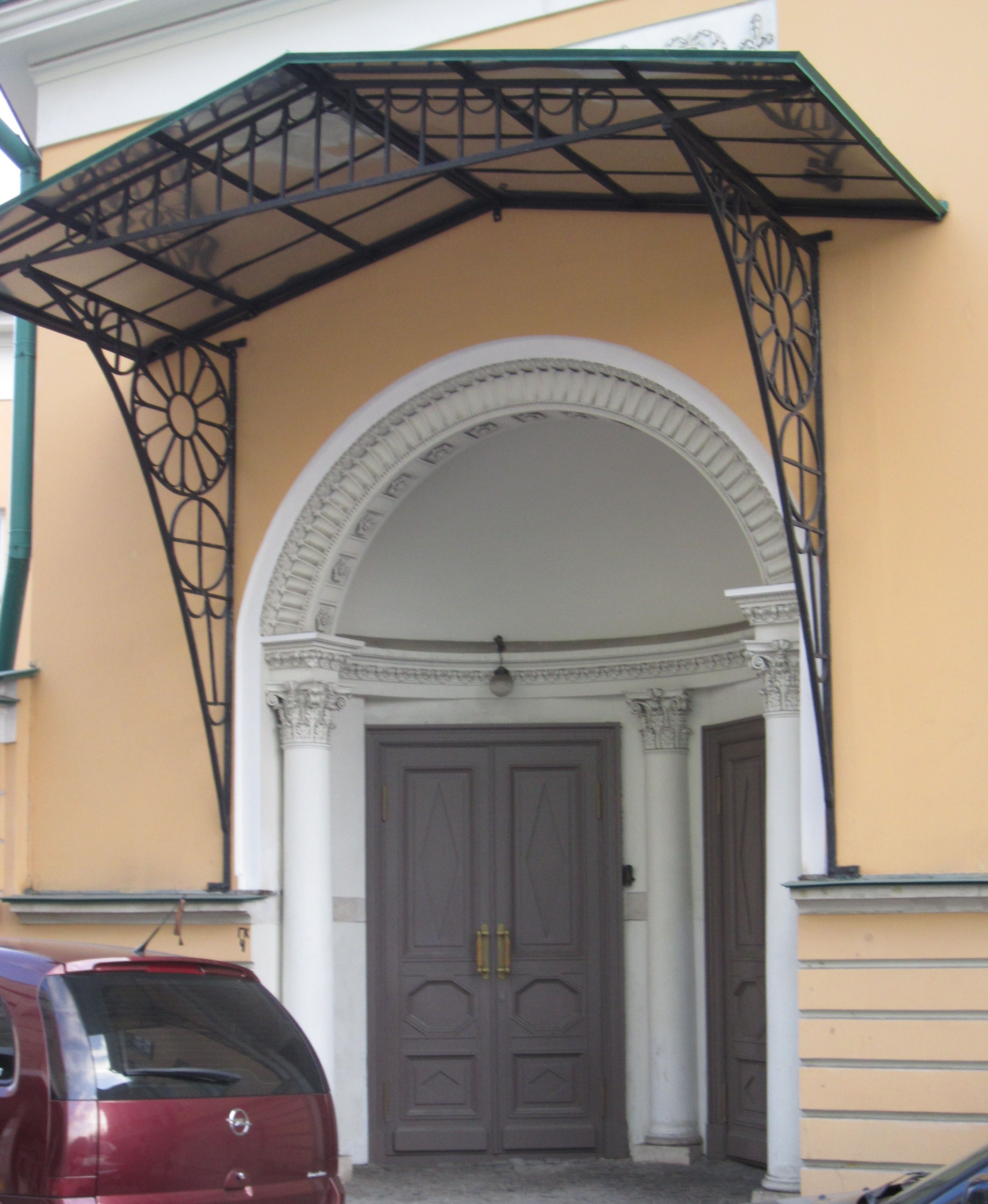
Парадный подъезд дома Муравьёвых

Проектирование дворца Мусина-Пушкина, как и других крупных особняков рубежа XVIII и XIX веков, москвоведы связывают с именем М. Ф. Казакова. Документов на этот счёт не сохранилось. «Образ здания уникален в истории московского классицизма именно тем, что строится не на цельности его объёма, как знаменитые вертикальные композиции домов П. Е. Пашкова и Т. И. Тутолмина…, а на восприятии отдельных его фасадов». Особого внимания заслуживает совпадение деталей этого здания и строившегося в это же время неподалёку дома Муравьёвых-Апостолов (Старая Басманная улица, 23).
Полукруглая ниша в балконе, поставленном на срезанном углу дома Мусина-Пушкина имеет такие же конху и колонки, на которые опирается ложковый архивольт, как и ниша парадного подъезда дома Муравьёвых-Апостолов.
Монументальный фасад здания гимназии имеет широкий портик, поддерживаемый восемью колоннами, его «пластическую выразительность» подчёркивает глубоко утопленная лоджия. Фасад, выходящий на узкую Елоховскую (Спартаковскую) улицу выглядит более скромно. Он имеет плоский ризалит, который в парадном этаже выделен ионическим портиком малого ордера, как и у колоннады полуротонды заднего угла дома.